# Radley Metzger
Radley Metzger (* 21. Januar 1929 in New York City; † 31. März 2017 ebenda) war ein US-amerikanischer Filmregisseur, Filmproduzent, Drehbuchautor, Filmeditor und Filmverleiher. Metzger war ein Vertreter des Autorenfilms und des Porno Chic. Er arbeitete regelmäßig mit dem Kameramann Hans Jura zusammen. Für seine Arbeiten im Bereich des Pornofilms verwendete Metzger wiederholt das Pseudonym Henry Paris.

## Leben
Nachdem sich Metzger bereits als Jugendlicher für das Medium Film interessiert hatte, studierte er am New York City College dramatic arts (Schauspielerei und Dramaturgie) und schloss mit einem Bachelor ab. Im Anschluss arbeitet er zunächst am Columbia College an einem Master-Abschluss. Er gab dies jedoch auf, als sich ihm die Möglichkeit bot, in New York als Laufbursche bei der Produktion des später von der 20th Century Fox vertriebenen Films Guerilla Girl zu arbeiten und so erstmals im Filmgeschäft tätig zu werden. Über diese Tätigkeit als Laufbursche fand Metzger zum Filmschnitt. In den folgenden Jahren lebte er davon, europäische Filme wie zum Beispiel Bitterer Reis und Rom, offene Stadt so zu kürzen, dass sie den Vorgaben des Legion of Decency Rating entsprachen. Er bearbeitete unter anderem auch Trailer und Filme von Ingmar Bergman, François Truffaut und Michelangelo Antonioni für den amerikanischen Markt.
Während des Koreakriegs diente Metzger in einer Film-Einheit der U.S. Air Force und war an der Produktion von Propaganda-Filmen beteiligt. Nach seiner Rückkehr arbeitete er weiter als Editor; unter anderem war er an der Synchronisation von Und immer lockt das Weib mit Brigitte Bardot beteiligt. Sein erster selbstproduzierter Film Dark Odyssey floppte.
Metzger gründete im Juli 1960 zusammen mit Ava Leighton einen eigenen Filmverleih, den sie nach dem ersten von Metzger je besuchten Kino Audubon Films nannten. Der Verleih erwarb die Rechte an europäischen Filmen, die er im Anschluss in den USA vertrieb. Hierbei wurden häufig zusätzliche erotische Szenen (Inserts) gedreht und in die Filme eingeschnitten, um diese publikumswirksamer zu machen.
Nachdem sich dieses Geschäftsmodell als sehr erfolgreich erwies, entschloss sich Metzger 1964, einen weiteren eigenen Film zu drehen. Als Drehort wählte er unter anderem aufgrund der geringeren Produktionskosten Europa. Der Film The Dirty Girls schildert mit einem Budget von ca. 35 bis 40.000 US$ das Leben einer Straßenhure in Paris und einer Edelhure in München und war ein kommerzieller Erfolg. Auch der zweite Film der Produktionsfirma, The Alley Cats, wurde in München gedreht, der österreichische Kameramann Hans Jura wirkte erneut mit.
Mitte der 1970er Jahre stieg Radley Metzger, dessen Filme zunehmend erotischer geworden waren, endgültig in den Pornofilm-Markt ein. Zeitgleich löste sich auch die Zusammenarbeit mit Hans Jura. Der Film Score (1973) spiegelt diesen Übergang auch formal wider, da er der erste von Metzger gedrehte Film ist, der auch Hardcore-Szenen umfasst, die aber in fast allen damals veröffentlichten Versionen nicht enthalten waren. The Opening of Misty Beethoven, lose auf My Fair Lady bzw. Pygmalion basierend, gilt heute – aufgrund der (vergleichsweise) guten schauspielerischen Leistungen, der hohen Produktionskosten, der professionellen Kameraführung und des Einfallsreichtums, der den gesamten Film durchzieht – als einer der unbestrittenen Klassiker des Pornofilms.
Metzgers Filme basieren häufig auf literarischen Vorlagen, entweder Klassikern wie Die Kameliendame, Carmen oder My Fair Lady, deren erotische Komponente er verstärkte, oder zeitgenössischen Romanen und Theaterstücken wie Therese und Isabelle (von Violette Leduc), Nackt kam die Fremde (von Penelope Ashe) oder L’Image (von Catherine Robbe-Grillet), die ohnehin eine starke Betonung auf erotische Elemente legten.
1984 zog sich Metzger aus dem Filmgeschäft zurück.

## BDSM-Motive
Metzgers Filme enthielten in ihren ursprünglichen Schnittfassungen häufig ausgeprägte BDSM-Elemente, beginnend bereits mit dem Softerotik-Film Camille 2000, aber sehr viel weitergehend in den Hardcoreproduktionen der 1970er. Aufgrund der jeweiligen nationalen Zensurbestimmungen wurden diese aus den Verkaufsversionen in der Regel wieder umfassend entfernt, Beispiele sind hierfür sind The Opening of Misty Beethoven, The Private Afternoons of Pamela Mann und Barbara Broadcast. Während diese Maßnahmen in den für den amerikanischen Markt bestimmten Versionen umfangreicher waren, sind die europäischen Versionen hiervon unterschiedlich betroffen. 

1976 entstand, basierend auf dem aus dem Jahr 1956 stammenden sadomasochistischen Klassiker L’Image von Catherine Robbe-Grillet, der heute ebenfalls als Klassiker geltende Film The Image (auch bekannt als The Punishment of Anne). Dieser blieb von Schnitten weitestgehend verschont. Der Film erschien wie auch Score in zwei unterschiedlich „harten“ Versionen, um es den Kinobetreibern zu ermöglichen, die Vorführung an ihre Zielgruppe anzupassen. Score ist einer der ersten Hardcore-Filme, der auch schwule Szenen enthält.

## Filmografie (Auswahl)
- 1961: Dark Odyssey
- 1966: Mädchen zwischen Sex und Sünde (The Alley Cats)
- 1967: Carmen-Baby (Carmen, Baby)
- 1968: Therese und Isabell (Therese and Isabelle)
- 1969: Kameliendame 2000 (Camille 2000)
- 1970: Das lüsterne Quartett (The Lickerish Quartet)
- 1973: Score
- 1973: Sie nannten sie kleine Mutter (Little Mother)
- 1975: Naked Came the Stranger (als Henry Paris)
- 1976: The Opening of Misty Beethoven  (als Henry Paris)
- 1976: The Image (alternativer Titel The Punishment of Anne)
- 1975: Die privaten Nachmittage der Pamela Mann (The Private Afternoons of Pamela Mann) (als Henry Paris)
- 1977: Barbara Broadcast  (als Henry Paris)
- 1978: Die Liebesschule (Maraschino Cherry) (als Henry Paris)
- 1979: Die Katze und der Kanarienvogel (The Cat and the Canary)
- 1981: Hard Erections (The Tale of Tiffany Lust) (als Henry Paris)
- 1983: The Princess and the Call Girl

## Auszeichnungen
1976 gewann The Opening of Misty Beethoven den ersten Award of the Adult Film Association of America (AVN Award) in den Kategorien Best Director (als Henry Paris), Best Film und Best Actor (Jamie Gillis). 2002 erhielt die Produktion die Auszeichnung Best Classic Release on DVD.